# Fritz Oberhettinger
Fritz Oberhettinger (* 24. Februar 1911 in Gelsenkirchen-Buer; † 2. Juni 1993 in Seal Rock, Oregon) war ein deutschamerikanischer Mathematiker, bekannt für Tafelwerke über spezielle Funktionen.

## Leben
Oberhettinger machte 1936 in Breslau sein Staatsexamen und promovierte 1942 bei Wilhelm Magnus an der Humboldt-Universität Berlin (Über die Wirkung eines vollkommen leitenden Zylinders im Strahlungsfeld eines Dipols). 1946 habilitierte er sich an der  Johannes Gutenberg-Universität Mainz, wo er ab 1946 zunächst als Assistent und dann bis zu seiner Emigration 1948 als Dozent tätig war. Schon während des Krieges gab er mit Magnus Tabellenwerke über spezielle Funktionen der mathematischen Physik heraus. Nach dem Krieg folgte er Magnus als Mitarbeiter des Bateman Manuscript Projects am Caltech in den USA, das unter Leitung von  Arthur Erdélyi stand und Tafeln und Formeln über Integraltransformationen und spezielle Funktionen herausgab. Er gehörte 1948 bis 1951 zum Bateman Manuscript Project. Danach war er Professor an der American University in Washington, D.C. Ab 1958 war er Professor an der Oregon State University.

## Schriften
- mit Wilhelm Magnus: Formeln und Sätze für die speziellen Funktionen der mathematischen Physik (= Die Grundlehren der mathematischen Wissenschaften in Einzeldarstellungen. 52). Springer, Berlin 1943, (Englisch: Formulas and Theorems for the Functions of Mathematical Physics. Chelsea, New York NY 1949; 3., enlarged edition, mit Fritz Oberhettinger, Raj Pal Soni: Formulas and Theorems for the Functions of Mathematical Physics. Springer, Berlin  1966).
- mit Wilhelm Magnus: Anwendungen der elliptischen Funktionen in Physik und Technik (= Die Grundlehren der mathematischen Wissenschaften in Einzeldarstellungen. 61). Springer, Berlin 1949, doi:10.1007/978-3-642-52793-7.
- Bateman Manuscript Project: Higher transcendental functions. 3 Bände. McGraw-Hill, New York NY u. a. 1953–1955, (Krieger 1981).
- Bateman Manuscript Project: Tables of Integral Transforms. 2 Bände. McGraw Hill, New York NY u. a. 1954.
- Tabellen zur Fourier Transformation (= Die Grundlehren der mathematischen Wissenschaften in Einzeldarstellungen. 90). Springer, Berlin u. a. 1957, (Englisch: Tables of Fourier transforms and Fourier transforms of distributions. Springer, Berlin u. a. 1990, ISBN 3-540-50630-6).
- Tables of Bessel Transforms. Springer, Berlin u. a. 1972, ISBN 3-540-05997-0.
- Fourier Expansions. A Collection of Formulas. Academic Press, New York NY 1973, ISBN 0-12-523640-9.
- Fourier Transforms of Distributions and their Inverses. A Collection of Tables (= Probability and Mathematical Statistics. 90). Academic Press, New York NY 1973, ISBN 0-12-523650-6.
- mit Larry Badii: Tables of Laplace Transforms Springer, Berlin u. a. 1973, ISBN 3-540-06350-1.
- Tables of Mellin Transforms. Springer, Berlin u. a. 1974, ISBN 3-540-06942-9.